# Ratbold I de Provença
Ratbold I o Rotboald I, mort vers el 1008, fou comte de Provença de 968 a 1008 després marquès de Provença a la mort del seu germà Guillem I de Provença de 993 a 1008. Era fill de Bosó II d'Arle, comte d'Arle i de Constància de Provença.

## Biografia
Poques coses són conegudes sobre aquest comte. Sent el comtat de Provença possessió indivisa entre els descendents de Bosó II, va regnar amb el seu germà Guillem I l'Alliberador, que es va cobrir de glòria rebutjant els sarraïns. El 970, subscriu amb el seu germà una carta de donació a favor de l'abadia de Sant Víctor, i el 990 una altra a favor de l'abadia de Cluny.
Es va casar amb una Emildis o Ermengarda (segons Jean-Pierre Papon, Ermengarda que era potser filla d'Esteve de Gavaldà, vescomte de Gavaldà, i de la seva primera esposa Anna, i amb la que va tenir dos fills:
- Ratbold II († 1010), comte de Provença
- Emilda, monja

És possible que hagués tingut una altra filla, Teutberga, que es va casar amb Ermengol I d'Urgell (975 † 1010), comte d'Urgell.